# サフォーク種

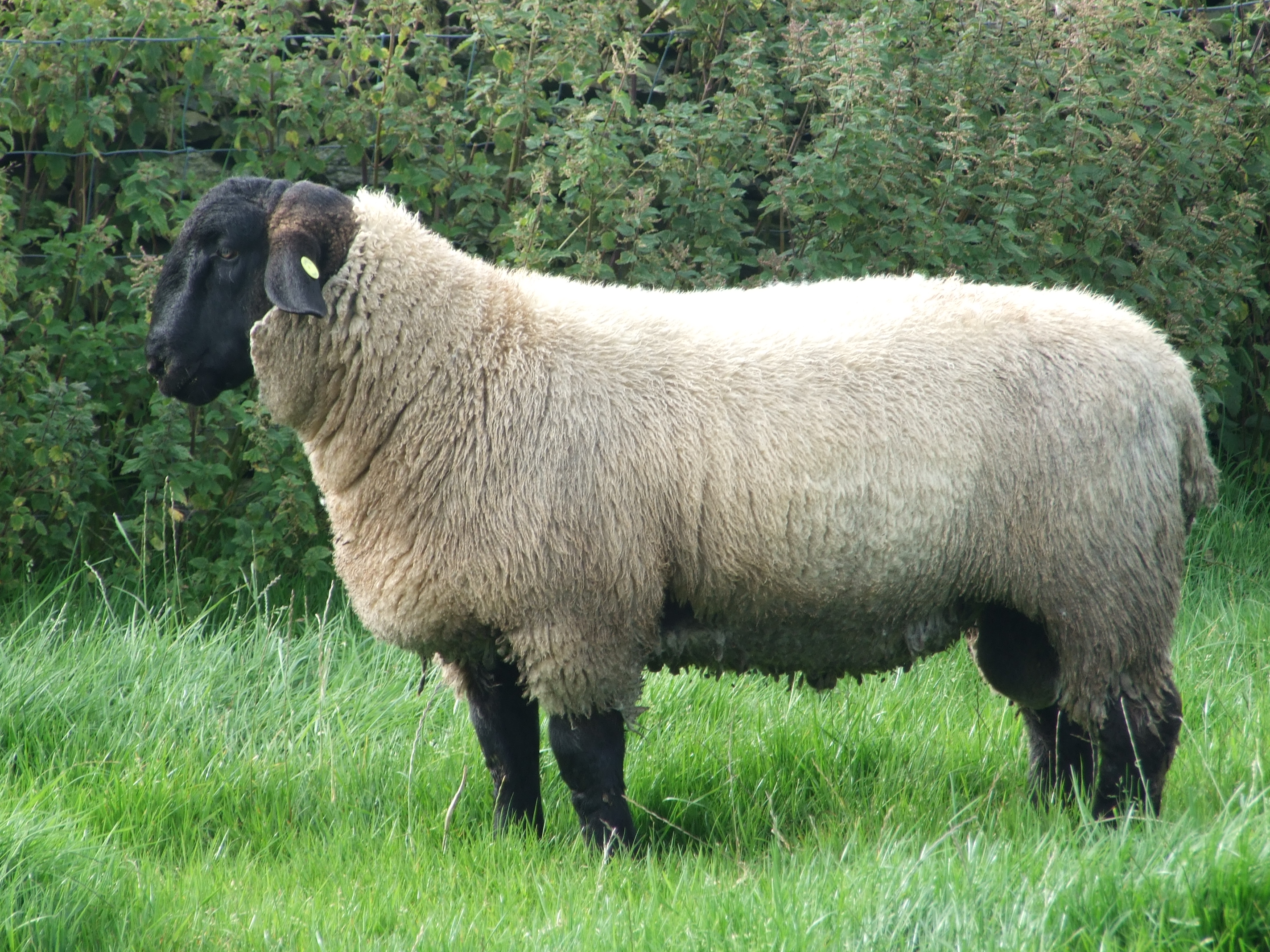
7か月齢のサフォーク種のヒツジ

サフォーク種（サフォークしゅ、英語: Suffolk）は、家畜として飼育されるヒツジの一品種である。顔まで羊毛がはえておらず、黒くなっているという特徴がある。主に羊肉をとるために飼育されている肉用種である。

## 起源

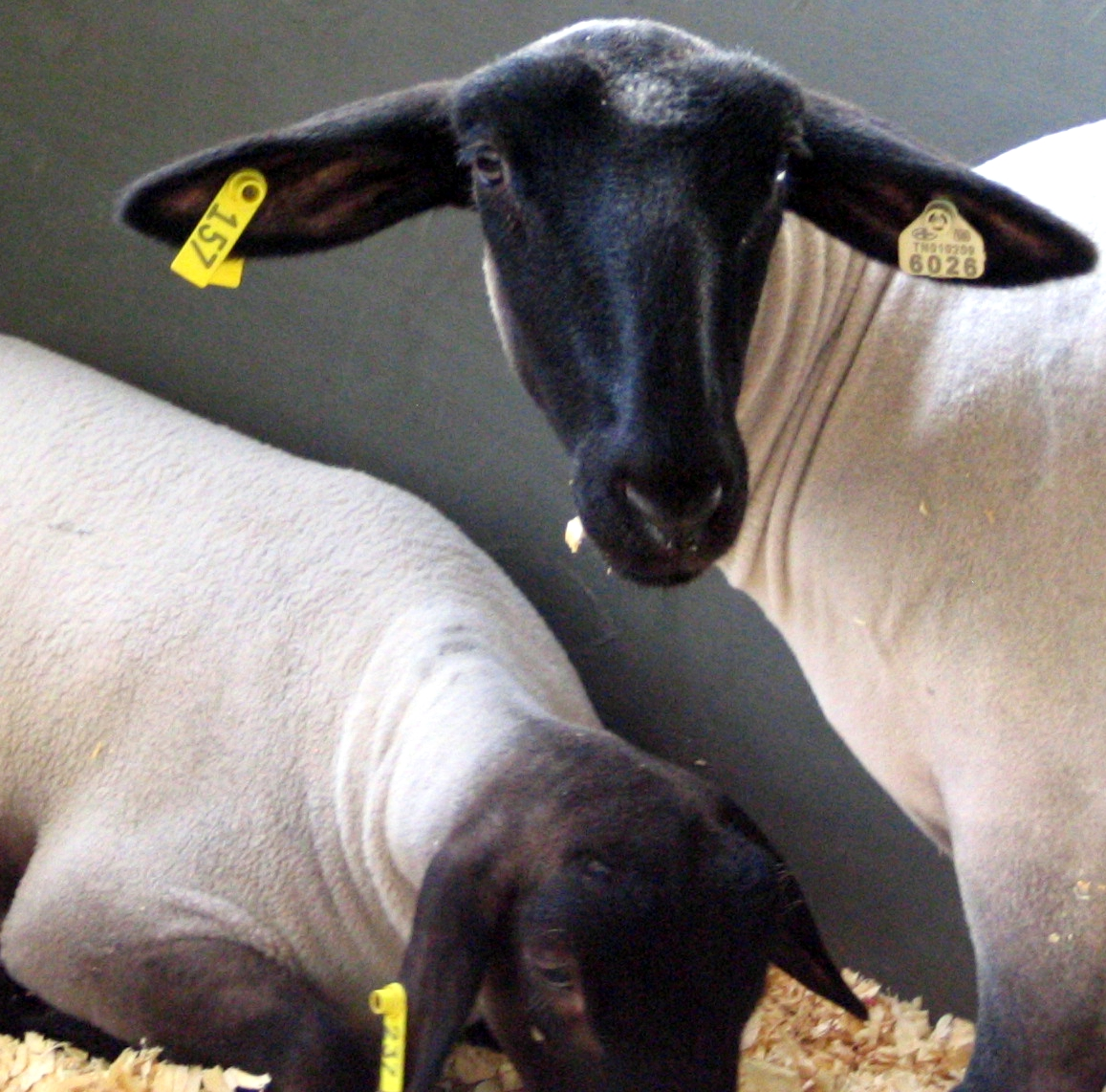
アメリカの農業フェア。ショーに出るサフォーク種は伝統的な家畜として飼育されているヒツジとは非常に見た目が異なる。

英国のサフォーク州が原産。在来種のノーフォーク・ホーンにサウスダウンを交配して作られた大型の肉用種である。この交配から生まれた子ヒツジはどちらの親の種類と比べても良い特徴を持っていると考えられた。名称は地名のサフォークにちなんでいる。

## 特徴
サフォーク種は大型のヒツジである。成長したオスは100 kgから135 kg程度、メスは70 kgから100 kgくらいになると言われている。成長したメスからとれる羊毛は5 and 8 lb (2.3 and 3.6 kg)くらいであり、50%から62%の収益となる。羊毛はミディアム・ウールと呼ばれるタイプのもので、繊維径は25.5から33 μmほど、スピニング・カウントは48～58番手である。黒い顔と脚、大きな骨格を持ち、非常に筋肉質である。
早熟早肥で産肉性に富み、良質のラム肉を生産する。世界各国で肉生産用の交配種として広く飼養されている。頭部と四肢 には羊毛がなく、黒色短毛で覆われている。
サフォーク種はスパイダー・ラム・シンドローム (Spider lamb syndrome) と呼ばれる病気にかかりやすい。

## 家畜としての交配・飼育
サフォーク種のヒツジは主に羊毛および羊肉を取るための家畜として飼育されており、このため特にウェルシュマウンテン種の血を引くメスのヒツジと交配させることがある。例えば、ウェルシュマウンテン種のような純血種の高地地方のメスのヒツジをブルーフェイスト・レスター種のオスと交配させると、その子はウェルシュ・ミュールと呼ばれる雑種となる。雑種のメスをサフォーク種のオス（あるいはテクセル種、ベルテックス種、シャロレー種も同様であるが）と交配させた時に生まれる子ヒツジは特に体型が立派で、肉を取るには理想的であると考えられている。子ヒツジは母であるマウンテン種のヒツジから受け継いだ特質ゆえに手がかからない一方、サフォーク種の特徴である優れた成長ぶりを示す。
サフォーク種のためのショーも実施されている。アメリカ合衆国のFFAや4Hクラブでは中高生が市場用の子ヒツジや繁殖用のメスのヒツジを出すショーを開催している。こうしたショーに出されるヒツジは純血種でも商業用の雑種でも良いことになっている。

### 日本における飼育
日本では、食用として注目されてきた。ジンギスカン (料理)を名物とする北海道では、1967年にオーストラリアから輸入したサフォーク種を士別市営めん羊牧場で飼育し始めた例がある。また、長野県信州新町でもジンギスカンの産地としての特徴を創造する目的から、1982年から組織的な飼育が行われるようになっている。他には栃木県高根沢町、芳賀町にまたがる宮内庁御料牧場にて園遊会や宮中晩餐会に用いられる肉用羊として飼育されており現在、日本で最も多く飼育されている品種の羊になる。

## サフォーク種が登場する作品
ストップモーションアニメのシリーズ『ひつじのショーン』に出てくるショーンを初めとしたヒツジのキャラクターたちはサフォーク種を思わせる外見をしており、『ひつじのショーン』の日本語版公式ツイッターアカウントによると、本種がキャラクターデザインのヒントになっている。
村上春樹の小説『羊をめぐる冒険』には、舞台となっている北海道の架空の町、十二滝町で飼われている羊としてサフォークが登場する。著者である村上は本書執筆にあたり、サフォーク種が飼育されている北海道の士別市などを調査した。